# Аффтон (Міссурі)
Аффтон (англ. Affton) — переписна місцевість (CDP) в США, в окрузі Сент-Луїс штату Міссурі. Населення — 20 417 осіб (2020).

## Географія
Аффтон розташований за координатами 38°32′59″ пн. ш. 90°19′34″ зх. д. / 38.54972° пн. ш. 90.32611° зх. д. (38.549821, -90.326181).  За даними Бюро перепису населення США в 2010 році переписна місцевість мала площу 11,93 км², уся площа — суходіл.

## Демографія
Згідно з переписом 2010 року, у переписній місцевості мешкало 20 307 осіб у 8838 домогосподарствах у складі 5419 родин. Густота населення становила 1703 особи/км².  Було 9347 помешкань (784/км²).
Расовий склад населення:
| - 94,4 % — білих - 2,1 % — азіатів - 1,7 % — чорних або афроамериканців - 0,2 % — корінних американців |

До двох чи більше рас належало 1,4 %. Частка іспаномовних становила 2,1 % від усіх жителів.
За віковим діапазоном населення розподілялося таким чином: 19,9 % — особи молодші 18 років, 64,0 % — особи у віці 18—64 років, 16,1 % — особи у віці 65 років та старші. Медіана віку мешканця становила 41,0 року. На 100 осіб жіночої статі у переписній місцевості припадало 92,3 чоловіків;  на 100 жінок у віці від 18 років та старших — 88,3 чоловіків також старших 18 років.
Середній дохід на одне домашнє господарство  становив 67 454 долари США (медіана — 55 946), а середній дохід на одну сім'ю — 80 022 долари (медіана — 73 924). Медіана доходів становила 51 315 доларів для чоловіків та 40 466 доларів для жінок. За межею бідності перебувало 8,9 % осіб, у тому числі 16,5 % дітей у віці до 18 років та 5,5 % осіб у віці 65 років та старших.
Цивільне працевлаштоване населення становило 11 842 особи. Основні галузі зайнятості: освіта, охорона здоров'я та соціальна допомога — 24,0 %, науковці, спеціалісти, менеджери — 13,3 %, виробництво — 13,1 %.